# Cammie King
Cammie King, właściwie Eleanore Cammack King (ur. 5 sierpnia 1934 w Los Angeles, zm. 1 września 2010 w Fort Bragg) – amerykańska aktorka dziecięca.

## Życiorys
W Przeminęło z wiatrem zagrała rolę córki Scarlett O’Hara i Rhetta Butlera – Bonnie. Była to jej jedyna większa rola. Oprócz tego pojawiła się jedynie (niewymieniona w czołówce) w filmie Blondie Meets the Boss (1939) i użyczyła głosu postaci Felince w disneyowskiej kreskówce Bambi (1942).
Ukończyła studia dziennikarskie, a następnie pracowała jako redaktorka i szefowa muzeum.
Zmarła na raka płuc.